# Cannery Row (film)
Cannery Row è un film del 1982 diretto da David S. Ward.
La pellicola è l'adattamento cinematografico dei romanzi Vicolo Cannery e Quel fantastico giovedì di John Steinbeck.

## Trama
Durante la seconda guerra mondiale, il calo degli stock ittici portò alla chiusura dell'industria della pesca e dell'inscatolamento a Monterey, in California. I barboni e le prostitute che vivono nei bassifondi della città conducono vite vivaci e avventurose in un mite ambiente marino. Eddie "Doc" Daniels, un biologo marino libero professionista, vive in un magazzino portuale e fa ricerche sui polpi. Suzy DeSoto, una ragazza del bordello locale, lavora lì solo per necessità. 
La vita a Cannery Row viene raffigurata come un luogo di confine, abitato da un gruppo eterogeneo di persone che hanno sperimentato dei fallimenti, ma che in qualche modo hanno trovato la loro nicchia e una comunità di anime stranamente affini. Doc e Suzy non si adattano del tutto, ma vengono accettati. Mack e i ragazzi raccolgono le rane e le vendono per dare una festa a sorpresa per Doc, che si trasforma in una rissa e rompe la vasca che ospita la collezione di polpi di Doc. Per fare ammenda, decidono di regalargli un microscopio, ma per errore acquistano invece un telescopio. Un mistero più profondo ruota attorno al motivo per cui Doc rimane a Cannery Row. Suzy scopre che Doc una volta era un lanciatore di baseball professionista, ma poi ha smesso. Un altro personaggio, Maxie Baker, conosciuto localmente come "Il Veggente", trascorre le sue giornate suonando la tromba sulla spiaggia. Suzy alla fine scopre che il Veggente è un ex giocatore di baseball che Doc ha ferito con un lancio alla testa; Doc si è preso cura di lui. Doc e Suzy alla fine trovano l'amore.

## Produzione
Raquel Welch era stata originariamente scelta per il ruolo di Suzy, ma fu licenziata dopo i primi giorni di produzione e sostituita dall'attrice Debra Winger, che aveva 15 anni meno di lei. Welch ha citato in giudizio i produttori per violazione del contratto. La MGM ha affermato che la Welch è stata licenziata perché era una "attrice capricciosa" il cui comportamento ha causato il superamento del budget del film. Ha insistito per pettinarsi e truccarsi a casa e si sarebbe rifiutata di collaborare con il regista o i produttori a meno che non avesse ottenuto ciò che voleva. Welch vinse la causa e nel 1986 ottenne in tribunale un risarcimento di 10,8 milioni di dollari. La sentenza fu confermata in appello nel 1990, ma l'intera vicenda offuscò la reputazione dell'attrice a Hollywood. In seguito alla causa, alla Welch non è mai stato offerto un altro ruolo da protagonista in un film importante.